# Cidade Velha
Cidade Velha (« vieille ville » en portugais), ou tout simplement Sidadi en créole du Cap-Vert, est une localité du Cap-Vert située à 15 km de Praia sur l'île de Santiago. Siège de la municipalité de Ribeira Grande de Santiago, c'est une « ville » (Cidade) – un statut spécifique conféré automatiquement à tous les sièges de municipalités depuis 2010.
Première ville coloniale construite par les Européens sous les tropiques, elle fut autrefois la capitale du Cap-Vert. D'abord appelée Ribeira Grande, elle a été rebaptisée Cidade Velha à la fin du XVIIIe siècle, afin d'éviter toute confusion avec la ville de Ribeira Grande sur l'île de Santo Antão.
Cidade Velha a été inscrite sur la liste du patrimoine mondial de l'UNESCO en 2009, car «elle conserve une partie de son tracé viaire et d'importants vestiges, dont deux églises, une forteresse royale et la place du Pilori avec sa colonne de marbre de style manuélin».

## Histoire
La commune a été fondée au milieu du XVe siècle par les Portugais. En 1466, alors qu'il s'agit encore d'un village, Ribeira Grande reçoit par une charte royale l'autorisation de faire commerce avec des esclaves du continent africain.
Elle sert d'escale maritime et se développe jusqu'au XVIIe siècle comme carrefour de la traite négrière. Régulièrement attaquée par des pirates comme Francis Drake ou Jacques Cassard en 1712, elle est progressivement délaissée pour Praia.
En 2015, des archéologistes de l'université de Cambridge, aidés par les habitants, ont mis au jour dans Cidade Velha les vestiges de l'église Nossa Senhora da Conceição datant du XVe siècle. 

## Tourisme
Cette ville historique est depuis plusieurs années l'objet d'une fréquentation touristique en nette progression. Elle héberge à intervalles réguliers des séminaires régionaux et internationaux (enjeux des mouvements migratoires en 2016, Unesco en 2018 et 2019).

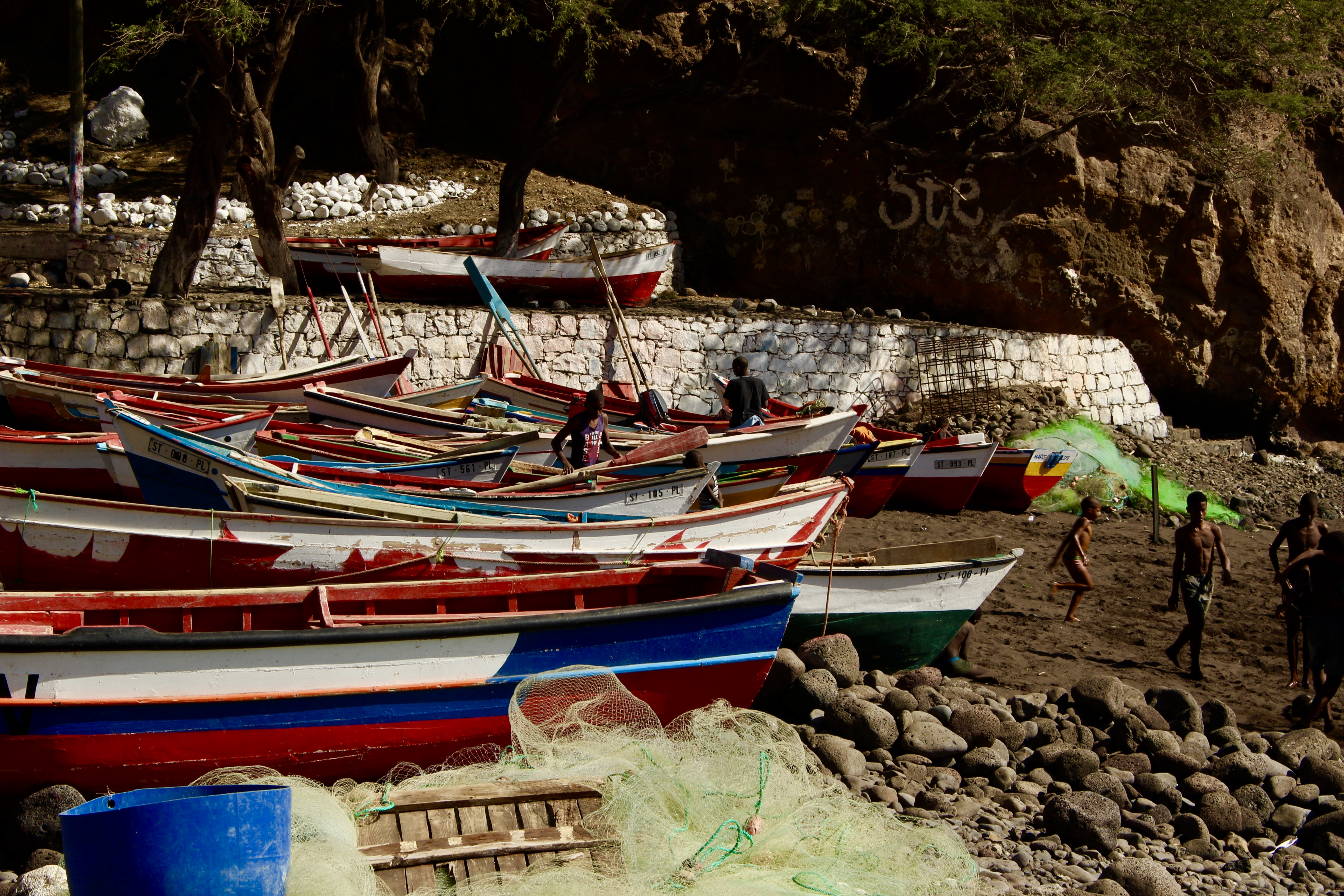
Bateaux de pêche à Cidade Velha.

### Filmographie
- (pt) O arquitecto e a Cidade Velha, film documentaire réalisé par Catarina Alves Costa, Midas Filmes, Lisbonne, 2007, 1 h 12 min (DVD) ; contient une interview de l'architecte Siza Vieira (41 min)